# Férébory Doré
Férébory Doré (n. Brazzaville, 21 de enero de 1989) es un futbolista congoleño que juega en la demarcación de delantero para el Angers SCO de la Ligue 1.

## Biografía
Debutó como futbolista en 2008 con el AS Kondzo. Jugó en la Primera División del Congo, donde no disputó ningún partido. En 2019 se fue del club para fichar por el Angers de Francia. Doré comenzó su carrera profesional en Angers. Durante sus cuatro años en el Stade Jean-Bouin, que anotó 11 goles en 105 partidos. El 23 de julio de 2013, Doré firmó por Petrolul Ploiesti después de haber sido vinculado con un traspaso a Lille.

## Botev Plovdiv
El 18 de enero de 2014, Doré se unió al club búlgaro Botev Plovdiv. Se ha desempeñado principalmente como titular para el equipo y anotó varios goles decisivos, como un ganador en un partido de Copa ante el Levski Sofía.
Entre el 28 de junio y principios de septiembre, Doré estaba ausente desde el lado y no participó en las sesiones de entrenamiento o partidos, principalmente debido a sus compromisos con la selección nacional, con la gestión de Botev en ocasiones incapaces de establecer contacto con el jugador.  El 8 de septiembre de 2014 se anunció que Doré ha sido cedido al CFR Cluj hasta el final de la temporada.

## Selección nacional
Debutó con la selección de fútbol de la República del Congo el 17 de mayo de 2014 en un partido de clasificación para la Copa Africana de Naciones de 2015 contra Namibia. Tras la clasificación fue elegido para formar parte de la selección final para disputar la copa.

### Goles internacionales
| # | Fecha              | Estadio                                            | Oponente | Gol | Resultado | Competición                                             |
| - | ------------------ | -------------------------------------------------- | -------- | --- | --------- | ------------------------------------------------------- |
| 1 | 1 de junio de 2014 | Stade Municipal, Pointe-Noire, República del Congo | Namibia  | 1–0 | 3–0       | Clasificación para la Copa Africana de Naciones de 2015 |

## Clubes
| Club                  | País                | Año         |
| --------------------- | ------------------- | ----------- |
| Patronage Sainte-Anne | República del Congo | 2013 - 2014 |
| Raja Casablanca       | Marruecos           | 2014 - 2015 |